# Rosario, die Scherenfrau
Rosario, die Scherenfrau ist ein kolumbianischer Thriller aus dem Jahr 2005. Die Literaturverfilmung basiert auf dem gleichnamigen Roman von Jorge Franco. In Deutschland ist er auch unter dem Alternativtitel Rosario – Die eiskalte Killerin bekannt.

## Handlung
Der Film handelt vom Leben der schönen Frau Rosario Tijeras (span. Scheren-Rosario), einer Auftragsmörderin aus den Armenvierteln der kolumbianischen Großstadt Medellín, die in den späten 1980er und frühen 1990er Jahren für die dortigen Drogenbosse arbeitet. Das gefährliche und risikoreiche Leben der Protagonistin und ihre stets mit Gewalt verbundene Suche nach Liebe werden aus der Perspektive ihrer besten Freunde Antonio und Emilio erzählt.

## Kritik
„Erotisch aufgeladener Thriller, der seine zunächst ‚trashig‘ anmutende Geschichte mit sozialem Engagement und Gespür für Realität erzählt. Auch formal bietet der Film, der in Kolumbien zum Hit wurde, Überraschendes.“

## Hintergrund
Mit über einer Million Kinozuschauern war Rosario Tijeras der erfolgreichste kolumbianische Film des Jahres 2005. Das gleichnamige Titellied des Films stammt vom kolumbianischen Sänger Juanes und wurde auch in Deutschland veröffentlicht.
In Deutschland erschien der Film am 5. Juni 2007 direkt auf DVD.